# Tropicamida
Tropicamida é um medicamento parassimpaticolítico (inibe uma função do sistema parassimpático) muito utilizada na forma de colírio em oftalmológicos para dilatação da pupila, antes de um exame de fundo de olho. Também pode ser usada para tratar inflamações oculares como uveíte e prevenir sinequias.
É aplicado uma gota de 5 em 5 minutos até atingir dilatação máxima e prolongada. Não se deve dirigir por quatro hora depois de sua última aplicação.

## Mecanismo de ação
É um anticolinérgico muscarínico direto, ou seja, bloqueia os receptores de acetilcolina. No olho uma solução de 0,5% relaxa os músculos do esfincter pupilar causando dilatação, e a 1% impede a acomodação reflexa da pupila (cicloplegia) a estímulos visuais permitindo que o fundo do olho seja examinado e fotografado.

## Efeitos colaterais
Efeitos locais comuns, passam em aproximadamente uma hora:[carece de fontes?]
- Irritação ocular
- Olho vermelho
- Visão borrada
- Aumento da pressão ocular
- Sensibilidade a luz
- Edema de pálpebra

## Contra-indicação
- Alérgicos à tropicamida
- Suspeita de glaucoma
- Hipertensos

## Estereoquímica
A tropicamida contém um estereocentro e consiste em dois enantiómeros. Este é um racemato, ou seja, uma mistura 1: 1 de ( R ) - e o ( S ) - forma:
| Enantiómeros de tropicamida | Enantiómeros de tropicamida |
| --------------------------- | --------------------------- |
| CAS-Nummer: 92934-63-9      | CAS-Nummer: 92934-64-0      |